# Teatar Rugantino
Teatar Rugantino je neovisna umjetnička organizacija osnovana 1998. u Zagrebu. Osnivači Teatra Rugantino su Ivica Vidović i Gordana Gadžić, koji u odabiru svojih predstava nastoje birati društveno angažirane komade.

## Predstave Teatra Rugantino
- Terapija - 2011., autor: Jordan Cvetanović, režija: Maja Šimić, glume: Gordana Gadžić, Luka Dragić, Siniša Popović

- Nitko, nitko, ali nitko nikad nije tako igrao Fausta - 2010., autori: Lutz Hübner i Zijah Sokolović (po motivima teksta GRETICA, stranica 89), režija: Zijah Sokolović, glume: Linda Begonja i Draško Zidar

- Bog masakra - 2009., autor: Yasmina Reza, režija: Franka Perković, glume: Urša Raukar, Boris Svrtan, Gordana Gadžić, Ivica Vidović

- Ljubav za početnike - 2007., autor: Jasminka Petrović, režija: Ivan Leo Lemo, glume: Dubravka Miletić, Gordana Gadžić, Ines Cokarić / Helena Kalinić, Ante Krstulović / Luka Kuzmanović

- Sa'će Božo, svaki čas - 2006., autor: Ivica Ivanišević (po motivima drame “U očekivanju Godota”), režija: Mario Kovač, glume: Špiro Guberina, Ivica Vidović, Goran Navojec, Krunoslav Klabučar

- Antigona u New Yorku - 2005., autor: J. Glowacky, režija: Joško Juvančić, glumi: Ivica Vidović, Gordana Gadžić, Sreten Mokrović, Mladen Vulić i Vinko Kraljević

- Uho, grlo, nož - 2004., autor: Vedrana Rudan, režija: Hana Veček, glumi: Gordana Gadžić

- Bit će sve u redu - 2001., autor: M. Gavran, režija: Zoran Mužić, glumi: Ivica Vidović

- Hrvatski emigranti - 2000., autor: Mate Matišić, režija: Marin Carić, glumi: Ivica Vidović, Ljubomir Kapor

- U sjeni Green Hilla - 2000., autor: Joško Božanić, režija: Marin Carić, glumi: Ivica Vidović, Ljubomir Kapor

- Starci - 1999., autor: Antun Šoljan, režija: Robert Raponja, glumi: Ivica Vidović, Špiro Guberina, Natali Geber, Matilda Žorž, Matija Prskalo, Ecija Ojdanić

- Božićna bajka - 1998., autor: Mate Matišić, režija: Miro Međimorec, glumi: Helena Buljan, Ljubomir Kapor

- Ay, Carmela - 1998., autor: José Sanchis Sinisterra, režija: Robert Raponja, glumi: Ivica Vidović, Gordana Gadžić

## Vanjske poveznice
- Službene stranice